# Метилизоцианат
Метилизоцианат — органическое соединение с формулой CH3NCO. Бесцветная летучая жидкость с низкой температурой кипения, сильно раздражающая глаза и вызывающая обильное слезотечение, пожаро- и взрывоопасна. Очень ядовит, отравление как правило смертельное. Бурно реагирует с водой.

## Физические и химические свойства
Жидкость с сильным резким запахом. Растворяется в апротонных органических растворителях, реагирует с водой и спиртами.
Простейший представитель алифатических изоцианатов и обладает всеми характерными для них свойствами.
Длины связей:
- C−N — 1,450 нм
- N=C — 1,202 нм
- C=O — 1,168 нм

Углы связей:
- C−N=C — 140°
- N=C=O — 180°

## Получение и применение
В промышленности метилизоцианат получают парофазным фосгенированием гидрохлорида метиламина. Реакция протекает через стадию образования при 240—350 °C метилкарбамоилхлорида {\displaystyle {\ce {CH3NH(CO)Cl}}}:
который далее в присутствии акцепторов {\displaystyle {\ce {HCl}}} (третичных аминов - диметиланилина, пиридина и т.п.) превращающется с высоким выходом в метилизоцианат:
В мягких условиях может быть получен при фосгенировании силилзамещенного метиламина.
Метилизоцианат применяют в производстве гербицидов (карбарил, пропоксилур, карбофуран, альдикарб).
Производство в США 20000 т/год (1980 г).

## Токсичность
Высокотоксичен при вдыхании паров и действии через кожу. ПДК: 0,05 мг/м³. Лакриматор, вызывает угнетение эритропоэза, обладает эмбриотоксическим действием.
В ночь 3 декабря 1984 года в Бхопале (Индия) на заводе Union Carbide (штат Мадхья-Прадеш) произошла катастрофическая утечка около 42 т метилизоцианата, повлёкшая смерть по крайней мере 18 тысяч человек, из которых 3 тысячи погибли непосредственно в день аварии, а 15 тысяч — в последующие годы. Также  проблемы со здоровьем, вызванные прямым или косвенным путём действия метилизоцианата, получили около 600 тысяч человек.